# Loreahütte
Die Loreahütte (auch Otto-Reinhardt-Hütte) ist eine Alpenvereinshütte der Sektion Isartal des Deutschen Alpenvereins in den Lechtaler Alpen, Tirol, Österreich. Sie ist eine Selbstversorgerhütte und von Juni bis Ende September mit Hilfe eines Alpenvereinsschlüssels zugänglich. Sie stellt einen wichtigen Stützpunkt entlang des Nordalpenwegs dar.

## Lage
Die Loreahütte befindet sich auf 2018 m Höhe, südöstlich des Loreakopfes über dem Fernpass bzw. Nassereith. Sie liegt auf einem langgestreckten Grasrücken südlich oberhalb der Loreaalm.
Eine seitens der Gemeinde in den sechziger Jahren geplante Seilbahn von Nassereith zur Hütte wurde nie realisiert.

## Geschichte
Nachdem die 1918 gegründete Sektion Isartal des DuOeAV 1921 die Lorea-Gruppe als Arbeitsgebiet zugesprochen erhalten hatte, plante man seitens der Sektion bald den Bau eines Schutzhauses. Nach anfänglichem zähem Widerstand seitens des Gemeindevorstands gelang es schließlich im Herbst 1926, mit der Gemeinde Nassereith Konsens über den Erwerb von 1342 Quadratmetern Baugrund für die Hütte zu erzielen. Im Frühsommer 1927 begannen die Bauarbeiten unter der Leitung eines Nassereither Zimmermannes und am 2. September 1928 konnte die Unterkunft feierlich eröffnet werden.
Nach dem Zweiten Weltkrieg musste die von Plünderern stark beschädigte Hütte instand gesetzt werden. 1960 wurde das Dach erneuert, die inzwischen verwitterten hölzernen Schindeln wurden durch eine Blecheindeckung ersetzt, 1961 erfolgte der Umbau des Dachgeschoßes zum Schlafraum. Nach der Sanierung der Küche 1967 folgte 1973/74 eine Erweiterung des Gebäudes.
Die 1971 eingerichtete Wasserversorgung aus einer Quelle wurde 1977 um eine weitere Quelle und einen Speicherbehälter ergänzt, im gleichen Jahr wurde auch eine elektrische Beleuchtung installiert. Der dafür angeschlossene Diesel-Generator wurde 1982 durch ein Windrad am Schornstein und 1987 durch eine Photovoltaikanlage ersetzt.

## Name
Erbaut wurde die Unterkunft als Loreahütte. Nach dem Tod des langjährigen Ersten Vorsitzenden der Sektion Otto Reinhardt beschloss die Sektion 1953, der Hütte den Beinamen Otto-Reinhardt-Hütte zu geben, um dessen Verdienste um Hütte und Sektion zu würdigen. In offiziellen Veröffentlichungen des DAV (und der Sektion) wird das Schutzhaus aber in erster Linie unter dem ursprünglichen Namen Loreahütte geführt.

## Zugänge
- vom Fernsteinsee südwestlich des Fernpasses, 3 Stunden (Geokoordinaten)

## Nachbarhütten und Übergänge
- zur Anhalter Hütte über Loreascharte, Heimbachtal, Tegestal und die Hintere Tarrenton-Alpe, 8 Stunden
- zur Heiterwandhütte über Loreascharte, Heimbachtal, Tegestal und Reisenschuhtal, 5 Stunden
- zur Wolfratshauser Hütte über Östliches Kreuzjoch, Bichlbächler Jöchle, Gartnerwand und Grubigstein, 8½ Stunden, teilweise ausgesetzt.

## Gipfel
- Loreakopf, 2471 m, bezeichneter Steig, 1½ Stunden
- Östliches Kreuzjoch, 2236 m, bezeichneter Steig, 1½ Stunden
- Roter Stein, 2366 m, bezeichneter Steig, 2½ Stunden
- Tagweide, 2128 m, Schwierigkeitsgrad I, 1½ Stunden

## Karten
- Alpenvereinskarte 4/1 Wetterstein- und Mieminger Gebirge - West (1:25.000)